# Søværnets Operative Logistiske Støttecenter Korsør
Søværnets Operative Logistiske Støttecenter Korsør (OPLOG KOR) er den primære indgangsvinkel til vedligeholdelse, service, reparationer og forsyninger til Søværnets enheder og etablissementer i Korsør.
OPLOG FRH er hjemmehørende på Flådestation Korsør og er udstyret med værksteder af enhver art, således at man hurtigt kan reparere udstyr på Søværnets skibe, således de til enhver tid fungerer optimalt og er klar til indsættelse. OPLOG KOR har desuden et antal teams på omkring 30 mand der er klar til at rykke ud hvis der opstår et støttebehov for danske enheder væk fra en flådestation eller i udlandet, på en øvelse eller international operation. Et OPLOG team kan medbringe et større antal lastbiler med et antal containere med indbyggede værksteder, opholds- og beboelsområder, kommunikationscontainere, kabys og kølecontainere alt afhængig af opgaven.
|  | Denne artikel kan blive bedre, hvis der indsættes geografiske koordinater Denne artikel omhandler et emne, som har en geografisk lokation. Du kan hjælpe ved at indsætte koordinater i wikidata. |